# No Greater Love (1996)
No Greater Love (ook bekend als Danielle Steel's No Greater Love) is een Amerikaanse televisiefilm uit 1996 onder regie van Richard T. Heffron, die door NBC uitgezonden werd op 1 januari 1996. De film is gebaseerd op de gelijknamge roman van Danielle Steel uit 1991.

## Verhaal
In 1912 reist de rijke familie Winfield aan boord van de RMS Titanic naar de Verenigde Staten. De 20-jarige Edwina geniet van haar verloving met Charles Fitzgerald en wordt omringd door haar ouders Kate en Bert, haar broers George en Teddy en haar jongere zus Alexis, die haar zesde verjaardag viert. In de nacht van 14 april botst het schip op een ijsberg en begint al snel te zinken. Op weg naar de reddingsboten breekt paniek uit en Alexis is nergens te bekennen. Kate overtuigt Edwina om met Teddy in een boot te stappen en blijft zelf achter om Alexis te zoeken. Na het zinken slaagt Edwina erin George uit het water te tillen en uiteindelijk worden ze gered door de RMS Carpathia. Edwina, George en Teddy ontdekken al snel dat Alexis de ramp heeft overleefd, maar dat hun ouders en Charles zijn omgekomen.
Bij aankomst in Boston probeert Edwina zich aan te passen aan een normaal leven, maar de traumatische ervaring heeft grote gevolgen. Ze krijgt het advies de kinderen naar hun tante te sturen, maar ze is vastbesloten ze alleen op te voeden en ze wil daarnaast ook de krant van de familie niet verwaarlozen. George is van plan om te stoppen met de middelbare school om theaterregisseur te worden en Alexis loopt een nacht van huis weg wanneer ze hoort dat haar moeder de kans had om in een reddingsboot te stappen, maar ervoor koos om bij haar man te blijven. Edwina wijst een aanzoek van een man genaamd Ben Jones af en legt uit dat ze nog steeds niet over de dood van haar verloofde heen is. Tien jaar gaan voorbij. George werd gedwongen om naar de Harvard-universiteit te gaan en moest later de krant overnemen. Edwina is boos op hem omdat hij zijn theaterambities negeert. Uiteindelijk besluit ze de krant te verkopen en staat ze George toe zijn droom te volgen en professioneel regisseur te worden.
Bij de première van Georges eerste toneelstuk ontmoet Edwina Sam Horowitz, de vader van Helen Horowitz, de hoofdrolspeelster op wie George verliefd is. Alexis wordt verleid door de oudere, rokkenjagende acteur Malcolm Stone, tot afgrijzen van Edwina. De rebelse Alexis blijft hem zien en ze vergezelt hem naar nachtclubs, waar ze in contact komt met cocaïne. Edwina probeert hen uit elkaar te halen, maar dit leidt alleen maar tot vervreemding. Op de dag van Georges en Helens huwelijksceremonie loopt ze van huis weg. Edwina volgt haar naar Engeland en gaat voor het eerst sinds de ramp weer aan boord van een schip. Aanvankelijk weigert ze haar hut te verlaten, bang voor de nare herinneringen.
De eerste keer aan dek ontmoet ze de Engelsman Patrick Kelly. Hij toont meteen interesse in haar, maar ze aarzelt nog steeds om van iemand te houden. In Londen besteden ze al hun tijd aan het zoeken naar Alexis en ontdekken ze dat ze voor het weekend naar Parijs gaat. In de tussentijd stemt ze ermee in om bij Patrick te logeren en geven ze toe aan hun gevoelens voor elkaar. Hoewel ze weet dat hij getrouwd is, brengt ze een paar nachten met hem door en verlaat hem dan met tegenzin. Uiteindelijk vindt ze Alexis en ontdekt ze dat ze met Malcolm getrouwd is. Ze dreigt hem aan te klagen voor ontvoering en verkrachting en probeert Alexis over te halen met haar mee te gaan. Voordat ze met haar vertrekt, geeft Alexis toe dat Malcolm haar heeft gedrogeerd. Terug in Boston wordt de familie Winfield eindelijk herenigd en kondigen George en Helen aan dat ze een baby krijgen. Edwina is niet langer boos op haar moeder omdat ze niet in een reddingsboot is gestapt en ze begint een relatie met Sam.

## Rolverdeling
| Acteur                | Personage                    |
| --------------------- | ---------------------------- |
| Kelly Rutherford      | Edwina Winfield              |
| Chris Sarandon        | Sam Horowitz                 |
| Nicholas Campbell     | Malcolm Stone                |
| Daniel Hugh Kelly     | Ben Jones                    |
| Michael Landes        | George Winfield              |
| Gina Philips          | Alexis 'Lexie' Winfield      |
| Simon MacCorkindale   | Patrick Kelly                |
| Christopher C. Fuller | Charles Fitzgerald           |
| Carole Ruggier        | Carpathia Stewardess         |
| Susan Hogan           | Kate Winfield                |
| Daniel Pilon          | Bert Winfield                |
| Sarah Freeman         | Six-year-old Alexis Winfield |
| Hayden Christensen    | Teddy Winfield               |
| Polly Shannon         | Helen Horowitz               |